# Tetraleurodes pringlei
Tetraleurodes pringlei là một loài côn trùng cánh nửa trong họ Aleyrodidae, phân họ Aleyrodinae.
Tetraleurodes pringlei được Quaintance & Baker miêu tả khoa học đầu tiên năm 1937.